# Plegapteryx sphingata
Plegapteryx sphingata är en fjärilsart som beskrevs av W. Warren 1895. Plegapteryx sphingata ingår i släktet Plegapteryx och familjen mätare. Inga underarter finns listade i Catalogue of Life.